# François-Louis-Marie-Victor Haca
François-Louis-Marie-Victor Haca, francoski general, * 1881, † 1969.